# Férfi 4 × 10 km-es sífutóváltó az 1968. évi téli olimpiai játékokon
Az 1968. évi téli olimpiai játékokon a sífutás férfi 4 × 10 km-es váltó versenyszámát február 14-én rendezték Autransban. Az aranyérmet a norvég csapat nyerte meg. A versenyszámban nem vett részt magyar csapat.

## Végeredmény
Az időeredmények másodpercben értendők.
| Helyezés | Csapat                                                                                                  | Idő                                       |
| -------- | --- | ----------------------------------------- |
| Arany    | Norvégia (NOR) · Odd Martinsen · Pål Tyldum · Harald Grønningen · Ole Ellefsæter                        | 2:08:33,5 31:57,3 32:13,8 32:05,2 32:17,2 |
| Ezüst    | Svédország (SWE) · Jan Halvarsson · Bjarne Andersson · Gunnar Larsson · Assar Rönnlund                  | 2:10:13,2 32:37,0 32:26,4 32:24,4 32:45,4 |
| Bronz    | Finnország (FIN) · Kalevi Oikarainen · Hannu Taipale · Kalevi Laurila · Eero Mäntyranta                 | 2:10:56,7 33:00,7 33:16,0 32:16,3 32:23,7 |
| 4.       | Szovjetunió (URS) · Vlagyimir Voronkov · Anatolij Akentyjev · Valerij Tarakanov · Vjacseszlav Vegyenyin | 2:10:57,2 32:38,4 32:32,5 32:56,4 32:49,9 |
| 5.       | Svájc (SUI) · Konrad Hischier · Josef Haas · Florian Koch · Alois Kälin                                 | 2:15:32,4 34:27,1 33:02,2 33:45,9 34:17,2 |
| 6.       | Olaszország (ITA) · Giulio Deflorian · Franco Nones · Palmiro Serafini · Aldo Stella                    | 2:16:32,2 34:58,4 33:55,6 34:09,9 33:28,3 |
| 7.       | NDK (GDR) · Gerhard Grimmer · Axel Lesser · Peter Thiel · Gert-Dietmar Klause                           | 2:19:22,8 33:52,1 34:00,3 36:46,5 34:43,9 |
| 8.       | NSZK (FRG) · Helmut Gerlach · Walter Demel · Herbert Steinbeißer · Karl Buhl                            | 2:19:37,6 34:53,5 33:42,2 35:27,1 35:34,8 |
| 9.       | Csehszlovákia (TCH) · Ján Fajstavr · Vít Fousek · Václav Peřina · Karel Štefl                           | 2:19:51,3 34:23,4 36:01,0 35:12,0 34:14,9 |
| 10.      | Japán (JPN) · Szató Tokio · Okusiba Szotoo · Szató Kazuo · Macuoka Akijosi                              | 2:20:54,8 33:38,4 35:14,4 35:04,5 36:57,5 |
| 11.      | Franciaország (FRA) · Félix Mathieu · Victor Arbez · Philippe Baradel · Roger Pires                     | 2:21:23,0 34:17,9 34:05,8 37:36,3 35:23,0 |
| 12.      | Egyesült Államok (USA) · Mike Gallagher · Mike Elliott · Bob Gray · John Bower                          | 2:21:30,4 33:45,0 35:09,7 35:32,6 37:03,1 |
| 13.      | Ausztria (AUT) · Heinrich Wallner · Franz Vetter · Ernst Pühringer · Andreas Janc                       | 2:22:29,4 35:42,2 35:02,6 36:25,2 35:19,4 |
| 14.      | Kanada (CAN) · Nils Skulbru · Rolf Pettersen · Esko Karu · David Rees                                   | 2:29:12,7 37:34,5 37:56,2 38:29,4 35:12,6 |
| 15.      | Törökország (TUR) · Rızvan Özbey · Yaşar Ören · Şeref Çınar · Naci Öğün                                 | 3:01:52,1 42:09,1 45:36,0 48:12,2 45:54,8 |